# Raoulia planchonii
Raoulia planchonii là một loài thực vật có hoa trong họ Cúc. Loài này được (Hook.f.) Hook.f. ex Benth. miêu tả khoa học đầu tiên năm 1867.